# Viola Černodrinská
Viola Černodrinská (* 24. březen 1989, Praha) je česká herečka.

## Počátky
Černodrinská se narodila v Praze do rodiny s bulharsko-makedonskými předky. Otec se věnoval dramaturgii, prababička byla makedonskou herečkou, pradědeček byl divadelním spisovatelem. Vystudovala gymnázium a v současné době[kdy?] studuje kulturologii na Filozofické fakultě Univerzity Karlovy. Její dvojče Sandra je také herečkou.

## Kariéra
Poprvé se Černodrinská před kamerou objevila v roce 2006, a to ve filmu Rafťáci. Hrála též ve filmech Dlouhá kaše, Miluješ mě?, DonT Stop a v seriálu Světla pasáže.

## Filmografie

### Filmy
- 2006 - Rafťáci, Dlouhá kaše
- 2007 - Miluješ mě?
- 2012 - DonT Stop

### Televizní seriály
- 2007 - Světla pasáže